# 吉林日报
《吉林日报》是中国共产党吉林省委员会机关报。

## 历史
《吉林日报》的前身是中共吉林特别支部1945年10月10日创办的《人民日报》，社长李之白，社址吉林市。1946年4月迁址延吉市。
1947年3月1日改名为《吉林日报》。1948年3月1日迁往蛟河县城出版。3月9日（一作15日）迁回吉林市。1949年6月1日，与 《工人报》、《农民报》 合并为为《吉林工农报》。
1950年2月1日恢复为《吉林日报》，由毛泽东题写报头。1954年9月1日起，中共长春市委机关报《长春新报》并入《吉林日报》，社址迁往新省会所在地长春市斯大林大街68号。

## 历任领导

### 社长
- 李之白
- 杨文元
- 俞平若
- 萧林
- 石果
- 金远清
- 戴大兴
- （待补充）

### 总编辑
- 刘敬之
- 刘云沼
- 李准
- 章欣潮
- 戴大兴
- （待补充）